# Galle (cratère martien)
Pour les articles homonymes, voir Galle.
Galle est un cratère d'impact de 230 km de diamètre situé sur la planète Mars  par 50,9° S et 329,1° E dans le quadrangle d'Argyre, sur la bordure occidentale de Noachis Terra au contact du bassin d'impact d'Argyre Planitia. Il doit son nom à l'astronome allemand Johann Gottfried Galle (1812-1910).

## Happy Face

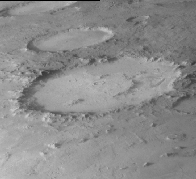
Le cratère Galle, vu par Viking 1 Orbiter en 1976.

Le cratère Galle est surnommé Happy Face crater en anglais en raison de l'illusion de smiley que donnent des reliefs intérieurs formés par un arc de cercle montagneux (sans doute un fragment d'anneau central au vu de la taille de ce cratère) et deux petits massifs montagneux au fond de ce cratère.

Un second cratère, plus petit que Galle, possédant les mêmes caractéristiques particulières a été découvert non loin de là par Mars Reconnaissance Orbiter le 28 janvier 2008 dans la région de Nereidum Montes, par 45,1° S et 305° E, au nord d'Argyre Planitia.